# SEC61G
SEC61G‏ (Sec61 translocon gamma subunit) هوَ بروتين يُشَفر بواسطة جين SEC61G في الإنسان.